# Ferran Soldevila
Fernando Soldevila y Zubiburu (Barcelona, 24 de octubre de 1894-Barcelona, 19 de mayo de 1971), más conocido en la historiografía como «Ferran Soldevila», fue un historiador y escritor español.
Se dedicó principalmente a la historiografía, aunque también escribió obras de teatro, poesía y una novela inédita. Fue miembro del Instituto de Estudios Catalanes y de la Real Academia de las Buenas Letras de Barcelona. Soldevila ha sido adscrito frecuentemente a la historiografía catalana de corte nacionalista.

## Biografía
Nació en Barcelona el 24 de octubre de 1894, en el seno de una familia de clase media. Era hijo de Carles M. Soldevila y de Mercedes Zubiburu Bethancourt, venezolana de ascendencia vasca. Fue hermano del también escritor Carlos Soldevila.
Discípulo de Antonio Rubió y Lluch, se doctoró en Madrid en 1922 y ese mismo año entró en el cuerpo de bibliotecarios y archiveros. Ejerció su profesión primero en Mahón y más tarde en Logroño. Entre 1924 y 1928 fue un asiduo colaborador de la Revista de Catalunya. En 1926 se trasladó a Liverpool como lector de literaturas hispánicas. En 1928, ya de regreso, fue nombrado profesor de historia de Cataluña en la escuela de bibliotecarios.
Soldevilla, de ideología nacionalista, fue autor de numerosas obras de carácter histórico. En 1928, Francisco Cambó le encargó que escribiera una Història de Catalunya que interpretara los episodios más destacados de la historia del país. La obra fue publicada en tres volúmenes entre 1934 y 1935. Fue reeditada y actualizada en 1962.
En 1931 trabajó en el Archivo de la Corona de Aragón y más tarde en la Biblioteca Universitaria. Durante la guerra civil española siguió impartiendo clases en la Universidad, donde era profesor de Historia. Al finalizar la guerra se exilió y residió en Francia hasta 1943. A su retorno, se hizo cargo de la cátedra de historia de Cataluña en los Estudios Universitarios Catalanes. En 1952 publicó Historia de España, obra en ocho volúmenes
Escribió un importante conjunto de obras, especialmente sobre la Edad Media de Cataluña. Dirigió las colecciones Un segle de vida catalana y Episodis de la Història.